# قاعة فتح الله البوعزاوي
قاعة فتح الله البوعزاوي هي قاعة متعددة الرياضات تقع بمدينة سلا المغربية، وتصل طاقتها الاستيعابية إلى 2000 مقعد. يمارس فريق جمعية سلا لكرة السلة بهذه القاعة، ويستقبل فيها عدة فرق في عدة منافسات مثل البطولة المغربية لكرة السلة، و البطولة العربية والبطولة الإفريقية (أفرو ليغ).
سنة 2018، تمت إعادة تهيئة القاعة لتصبح مطابقة للمواصفات والمعايير الدولية المعمول بها، وتأهيلها لاستقطاب التظاهرات الدولية الكبرى.

## أصل التسمية
تمّت تسمية القاعة باسم فتح الله البوعزاوي (مواليد 1942)، وهو لاعب كرة سلة مغربي سابق لعب مع فريق جمعية سلا ومع المنتخب المغربي، وشارك معه خلال أولمبياد ميكسيكو 1968.